# Pat Freiermuth
(en) Statistiques sur pro-football-reference
Patrick John Freiermuth dit Pat Freiermuth (né le 25 octobre 1998 à Merrimac) est un joueur américain de football américain évoluant au poste de tight end.
Il joue depuis 2021 pour la franchise des Steelers de Pittsburgh.